# Nanifono
Nanifono (auch: Nanifoni, Nanifonou, Nani Fonou, Nanou Fono) ist ein Dorf in der Landgemeinde Tamou in Niger.

## Geographie
Das Dorf befindet sich rund acht Kilometer nordöstlich des Hauptorts Tamou der gleichnamigen Landgemeinde, die zum Departement Say in der Region Tillabéri gehört. Zu weiteren Siedlungen in der Umgebung von Nanifono zählen Sababaré im Nordwesten und Djabou im Nordosten.
Es herrscht das Klima der Sudanzone vor, mit einer durchschnittlichen jährlichen Niederschlagsmenge zwischen 600 und 700 mm. Nanifono liegt am nördlichen Rand des 777,4 km² großen Tamou-Wildreservats. Das Waldgebiet von Nanifono erstreckt sich über eine Fläche von 120 km².

## Geschichte
Die französische Kolonialverwaltung richtete Anfang des 20. Jahrhunderts einen Kanton in Nanifono ein. Dieser wurde noch im ersten Drittel des 20. Jahrhunderts aufgelöst und sein Gebiet dem Kanton Tamou angeschlossen. Ende der 1970er Jahre ließen sich hausasprachige Maouri-Ackerbauern, die aus Dogondoutchi zugewandert waren, in Nanifono nieder.

## Bevölkerung
Bei der Volkszählung 2012 hatte Nanifono 574 Einwohner, die in 77 Haushalten lebten. Bei der Volkszählung 2001 betrug die Einwohnerzahl 398 in 41 Haushalten.

## Wirtschaft und Infrastruktur
Es gibt eine Schule im Dorf.